# Kurt Leese
Kurt Rudolf Hermann Anton Leese (* 6. Juli 1887 in Gollnow, Landkreis Naugard/Pommern; † 6. Januar 1965 in Hamburg) war ein deutscher Pastor und Religionsphilosoph.

## Leben
Kurt Leese, der Sohn des promovierten Juristen und geheimen Regierungsrates in Berlin Ernst Leese und von Helene Leese, geb. Dorschfeldt, besuchte bis zum Abitur 1906 das humanistisch protestantische Gymnasium in Straßburg. Er studierte anschließend an der Kirchlichen Hochschule Bethel (ein Semester), in Rostock, Straßburg und Berlin Evangelische Theologie und Philosophie. Bereits während des Studiums befreundete er sich mit Paul Tillich. Nach dem Examen 1910 in Berlin besuchte er das Königliche Predigerseminar in Naumburg am Queis und wurde 1912 in Kiel mit einer Arbeit über „Die Prinzipienlehre der neueren systematischen Theologie im Lichte der Kritik Ludwig Feuerbachs“ im Fach Theologie zum Lizenziaten promoviert. Nach dem noch 1912 abgelegten Staatsexamen trat er eine Stelle als Pastor in Danzig an. Im Dezember 1912 heiratete er Minna Margarethe Marckmann (1878–1968), die Tochter eines Hamburger Lehrers. Aus der Ehe gingen drei Kinder hervor.
Nach Stellen in Berlin und Vorpommern leistete er von 1915 bis 1918 Wehrdienst und wurde im Fronteinsatz mit dem EK II ausgezeichnet. Zuletzt war er als Feldgeistlicher tätig. Nach weiteren Tätigkeiten als Pastor in Preußen wechselte er im Oktober 1921 nach Hamburg an die Dreieinigkeitskirche im Stadtteil St. Georg. Neben seiner Tätigkeit als Pastor engagierte sich Leese bei der Pfadfinderschaft „Sankt Georg“ und wurde 1926 Bundesführer des „Deutschen Späherbundes“.
1927 wurde Leese bei Ernst Cassirer und William Stern im Fach Philosophie mit der Dissertation Von Jakob Böhme zu Schelling: Eine Untersuchung zur Metaphysik des Gottesproblems promoviert. Im darauf folgenden Jahr erfolgte die Habilitation mit der Tillich gewidmeten Arbeit über die „Philosophie und Theologie im Spätidealismus“ sowie die Aufnahme der Tätigkeit als Privatdozent an der Universität Hamburg. Wenn Tillich in Hamburg war, übernachtete er bei Leese. So kam es, dass bei einer Gesprächsrunde in Leeses Wohnung mit Tillich, Eduard Heimann und dem späteren Schriftleiter August Rathmann die Gründung der „Neuen Blätter für den Sozialismus“ beschlossen wurde. Wichtig für Leeses Denken war auch der Briefkontakt zu Albert Schweitzer. Leese trat 1928 sowohl der Kant-Gesellschaft als auch der Deutschen Philosophischen Gesellschaft bei.
Im April 1932 ließ sich Leese in den Ruhestand versetzen, weil er aus Gewissensgründen sein Amt nicht mehr ausüben könne. Er begründete dies wie folgt:
1. Ich spüre keine ausreichende Bindung mehr an die Bekenntnisschriften der evangel.-lutherischen Kirche. Sie sind mir persönlich mehr hinderlich als förderlich. Ihre religiöse Gegenwartsbedeutung ist mir unerkennbar. Insonderheit kann ich mir den II. Artikel des Glaubensbekenntnisses in keinem Sinn zu eigen machen.
2. Ich habe kein ausreichendes inneres Verhältnis mehr zu den Sakramenten: Taufe und Abendmahl. Ich selber mache vom Abendmahlsgang keinen Gebrauch.
3. Das Evangelium im Sinne einer Botschaft von dem gekreuzigten und auferstandenen Herrn zu verkündigen, ist mir unmöglich. Kreuz und Auferstehung Jesu Christi tragen für mich rein mythischen bezw. kultlegendären Charakter. Auch kann ich Christus nicht meinen Herrn nennen.[3]

Ungeachtet seines Rücktritts hielt Leese als Dozent der Philosophischen Fakultät von 1931 bis 1937 Vorlesungen für angehende Religionslehrer. Nach Streitigkeiten mit der hamburgischen Landeskirche las er nur noch zur Theologiegeschichte und nicht mehr zur Ethik und Dogmatik. Im November 1933 unterzeichnete er das Bekenntnis der Professoren an den deutschen Universitäten und Hochschulen zu Adolf Hitler und zum nationalsozialistischen Staat. Im Jahr 1935 wurde er zum nichtbeamteten außerordentlichen Professor ernannt. Im Jahr 1940 wurde Leese die Lehrbefugnis entzogen. In einer Begründung stellte das Reichsministerium für Wissenschaft, Erziehung und Volksbildung im April 1941 fest, dass nicht sicher sei, ob er bereit sei, „jederzeit rückhaltlos für den nationalsozialistischen Staat einzutreten. Diese Gewähr vermag ich bei Ihnen nicht zu bejahen, nachdem Sie in Ihren Schriften Meinungen vertreten haben, die mit der nationalsozialistischen Weltanschauung nicht in Einklang zu bringen sind, z. B. in der Rassenfrage. Bezeichnend für Ihre Auffassung in der Judenfrage ist die Stellung, die Sie dem Judentum zuschreiben.“ Während des Krieges lebte Leese zeitweise auf einem Bauernhof auf der schwäbischen Alb und war fachlich nur noch mit einigen Vorträgen aktiv.
Nach Kriegsende erhielt Leese die Berufung auf eine planmäßige außerordentliche Professur in Hamburg und nahm zum Wintersemester 1945/46 seine Lehrtätigkeit bis zu seiner Emeritierung 1955 wieder auf. Auch danach hielt er bis 1965 Vorlesungen an der Universität. Im Jahr 1957 erhielt Leese von der Marburger Theologischen Fakultät die Ernennung zum Ehrendoktor. Tillich schrieb ihm 1957:
„Wir sind in vielen, sehr wesentlichen Dingen den gleichen Weg gegangen, und Du hast mir oft geholfen, meine Gedanken zugänglich zu machen und zu objektivieren. Dennoch sind wir in zwei Dingen eigene Wege gegangen. Du hieltest Dich fern von der Politik, als ich den Religiösen Sozialismus schaffen half. Und Du bliebst der Linie Schleiermacher-Troeltsch treu, als ich den großen Anstoß von der Linie Kierkegaard-Barth erhielt. Aber wir beide hielten an der Linie Böhme-Schelling-Bergson fest, und lebensmäßig an der Bejahung der Mystik, der Kultur und der Vitalität. Und darin widerstehen wir den Angriffen beider, der liberalen und der orthodoxen. [...] Von der ersten Auflage der Systematik in Deutschland habe ich den Eindruck, daß sie totgeschwiegen ist. Sie paßt ebensowenig wie Deine Sachen in die gegenwärtige Stimmung“

## Lehre
Leese, der in seinen ersten Arbeiten nach der theologischen Promotion vorrangig geschichtsphilosophische Themen bearbeitet hatte, begann sich ab Mitte der 1920er Jahre vermehrt religionsphilosophischen Fragen zuzuwenden. Den religiösen Sozialismus Tillichs lehnte er ab. In einer kritischen Studie über die Anthroposophie nannte er diese eine umfassend angelegte, vom ethischen Geist kraftvoll durchwehte Weltanschauung. Die institutionalisierte Kirche sah er 1924 in die Krise der „subjektivistisch-anarchistischen Kultur der Moderne“ einbezogen. Kirche als Verein, die sich vorrangig um soziale Aufgaben kümmert und dem Staat „Vorspanndienste“ leistet, verfehlt ihre eigentliche Aufgabe. Wahre Kirche kann stattdessen nur in Gruppen und Kreisen in „gläubiger Freiheit“ stattfinden. In einer Schrift über Böhme und Schelling untersuchte er die Frage nach der Leiblichkeit Gottes. Die 1929 erschienene Habilitation „Theologie und Philosophie im deutschen Spätidealismus“ ist vor allem eine Studie über den Philosophen Christian Hermann Weiße und eine positiv gedachte Auseinandersetzung mit dem Theismus. Der Versuch, eine idealistische Philosophie als objektive Wissenschaft zu formulieren ist zwar gescheitert, jedoch enthält sie im Gegensatz zur Dogmatik der konfessionellen Kirche einen Ansatz zur Höherbewertung der göttlichen Schöpfungsordnung.
Im Anschluss entwickelte er in einer Untersuchung über Hamann, Herder, Görres, Bachofen, Nietzsche und Klages eine eigene lebensphilosophische Position, mit der er das dionysisch-rauschhafte Leben als Bestandteil auch des christlichen Lebens im Einklang mit der ursprünglichen Natur betrachtete und darin eine Überwindung des im traditionellen Christentum enthaltenen Widerspruchs zum Leben sah. Philosophie und Theologie sind untrennbar miteinander verbunden, schon deshalb weil beide sich mit letzten Fragen befassen. Eucken, Bergson oder Simmel entwerfen zwar gegen den positivistischen Naturalismus ein Lebensmetaphysik, diese beruht aber auf jeweils unterschiedliche Weise auf einer Entgegensetzung des Geistes zur Natur und fasst deshalb den Kern des Problems, das dialektische Verhältnis von Geist und Leben nicht. Anders Scheler, der dem Leben einen Eigenwert zugesteht. Leese formulierte:
„Recht und Wahrheit der Lebensphilosophie begründen sich darin, dass der Geist durch das Nein, das er sich dialektisch entgegenstellt, nicht nur seine eigene Selbstbejahung und Selbstbehauptung durchdringt, sondern im Selbstgericht über seine Hybris zur Bejahung und Behauptung, zur Freilassung des von ihm vergewaltigten, in sich werthaften Lebens durchstößt. Es gibt nicht nur eine Selbstdialektik des Geistes, sondern auf Grund dieser auch eine – Hegel völlig fremde – Dialektik von Geist und vorgeistigem Leben. Um die letztere ist es der Lebensphilosophie zu tun. Das natürliche Leben ist das Andere zum Geist und gegenüber dem Geist, nicht, wie bei Hegel, das Andere des Geistes selber.“
Das Leben selber ist für Leese „eine vollwertige Offenbarungsweise Gottes“. Bei Heideggers atheistisch gefasster Fundamentalontologie sieht Leese eine Leere gegenüber religiöser Sinnhaftigkeit und Transzendenz. „Es ist der Mensch, der bei dem ernsthaften Versuch, sich als Ertrinkender am eigenen Schopf aus dem Wasser zu ziehen, der Vergeblichkeit seines „nichtigen“ Gebarens anheimfällt.“
In der Zeit des Nationalsozialismus orientieren sich Leeses Schriften stark an zeitgenössischen Themen, die er mit theologischen Fragen verband. In Die Mutter als religiöses Symbol hob Leese das Besondere des Fühlens in der Religion hervor. Der Mensch empfindet ein reines Erleiden und ist ergriffen und überwältigt von dem gefühlten schlechthin Mächtigen. Diese Gefühle kommen in Symbolen zum Ausdruck. Symbole sind einerseits geistiger Natur wie der „Prophet“ oder der „Heilige“. Andererseits symbolisieren Sachen oder Sachverhalte religiöses Empfinden. Hierzu zählt, von Bachofen herausgearbeitet, die Mutter, die für die Abhängigkeit des Menschen von chthonischen Mächten steht und zugleich die göttliche Liebe repräsentiert. Auf der Suche nach dem „Arteignen“ der deutschen Frömmigkeit zieht Leese Parallelen zwischen dem Selbstbehauptungsdrang der Germanen, dem indischen Unendlichkeitsdrang, dem kämpferischen Element des Parsismus und der apollinisch-dionysischen Naturmetaphysik der antiken Griechen. Gegen die Deutsche Glaubensbewegung betont er 1935 andererseits, dass das Christentum überrassisch und übervölkisch sei. Insbesondere wehrte er sich gegen die Vorstellung, dass Jesus arischer Herkunft sei und zeigte die jüdischen Wurzeln des Christentums auf. Dabei seien jedoch Vorstellungen wie Blut und Rasse, Boden und Heimat, Seele und Volk, Trieb und Drang als Elemente einer heidnischen Naturreligion auch für das Christentum von Bedeutung. „Es gibt arteigene Belange, auf die der deutsche Mensch auch dem Christentum gegenüber niemals verzichten kann und auch tatsächlich niemals verzichtet hat“. In seinen Überlegungen zum Protestantismus (1938 und 1941) bezeichnete er diesen als „gläubigen Realismus“ mit welt-, kultur- und naturoffener Frömmigkeit von universalem Charakter, der sich nicht auf den kirchlichen Raum beschränkt. Die Annahme der Eschatologie (eines Neuanfangs der Welt) hat sich als historisch nicht haltbar erwiesen. Das Grundprinzip des Protestantismus ist vielmehr die Agape (Christenliebe), mit der sich der protestantische Mensch von den jüdischen und mythischen Traditionen löst. Sein religiöses Ideal formulierte Leese als Weltleidenschaft, Duldsamkeit und Freiheit und einen damit verbundenen Panentheismus (Göttlichkeit der Welt). Es gibt ein „positives Mehr“, das in Raum und Zeit wirklich und für logische Erkenntnis undurchdringlich ist. Protestantismus ist unvereinbar mit Dogmen- und Bekenntniszwang. Unter Bezugnahme auf Schleiermacher vertrat er die These, dass die Reformation noch nicht abgeschlossen sei und nahm in Anlehnung an Troeltsch eine „neuprotestantische“ liberale Position wie sein Freund Tillich ein.
Nach dem Zweiten Weltkrieg setzte sich Leese in Die Religionskrisis des Abendlandes vorrangig mit Fragen des Glaubens und des Atheismus auseinander. Von einem Atheismus der Verzweiflung unterscheidet er einen Atheismus des Erlöschens. In letzterem ist das Gefühl für das Göttliche und das religiöse Suchen und Ahnen verloren gegangen. Diese Form des Atheismus ist radikaler als jede Gottesleugnung, weil die Frage nach Gott überhaupt nicht mehr gestellt wird. Eine Entscheidung findet nicht mehr statt. Religionskritik richtet sich gegen Entartungen und Verfall der Religionen, trifft aber nicht die Ebene des religiösen Empfindens. Eine scharfe Kritik übte Leese an der dialektischen Theologie Friedrich Gogartens. Die These, dass Glaube auf Empfindungen verzichten müsse, bezeichnete er als „orthodoxes Amokläufertum“.
Die im Sinne des Vitalismus naturmythische Frömmigkeit des Christentums ist ein Korrektiv zur Kirche und sollte von dieser aufgenommen werden. Leese unterscheidet in Recht und Grenze der natürlichen Religion zwischen natürlicher Religion, die einen vor- oder außerchristlichen Ursprung hat, und der eigentlichen Naturreligion. Diese ist nicht auf die technisch beherrschbare Natur bezogen, sie orientiert sich nicht an geistigen Funktionen und Gebilden, sondern hat als Quelle das triebhaft und lebendig Strömende der vitalen Leib-Seele-Natur. Auch wenn er die Opposition der Bekennenden Kirche gegen den Nationalsozialismus uneingeschränkt positiv beurteilt, so kritisiert er deren durch Karl Barth geprägte ausschließliche Christusorientierung. Die Offenbarung Gottes war auch vor Christus und ist auch ohne diesen als Schöpfung erfahrbar. Der Gnade der Erlösung im Christentum setzt er die Gnade des Seins in der Naturreligion gegenüber und bestimmt als Protestanten denjenigen, der die Dialektik beider in sich vereint.

## Schriften
- Die Prinzipienlehre der neueren systematischen Theologie im Lichte der Kritik Ludwig Feuerbachs, Hinrichs, Leipzig 1912 (Neudruck 1938)
- Moderne Theosophie, Furche, Berlin 1918 (2., erw. Aufl. 1921)
- Die Geschichtsphilosophie Hegels auf Grund der neu erschlossenen Quellen untersucht und dargestellt, Furche, Berlin 1922 digitalisiert
- Die Kulturkrisis der Gegenwart und die Kirche. Von Friedrich Nietzsche bis Karl Barth, Furche, Berlin 1924
- Anthroposophie und Religion unter besonderer Berücksichtigung des evangelischen Glaubensbegriffs, Furche, Berlin 1926
- Von Jakob Böhme zu Schelling. Eine Untersuchung zur Metaphysik des Gottesproblems, Stenger, Erfurt 1927
- Der deutsche Idealismus und das Christentum, Hütten, Berlin 1927
- Theologie und Philosophie im deutschen Spätidealismus. Forschungen zur Auseinandersetzung von Christentum und idealistischer Philosophie im 19. Jahrhundert, Junker & Dünnhaupt, Berlin 1929
- Die Krisis und Wende im christlichen Glauben. Studien zum anthropologischen und theologischen Problem der Lebensphilosophie, Junker & Dünnhaupt, Berlin 1932 (2. Aufl. Stuttgart 1941)
- Die Mutter als religiöses Symbol, Mohr Siebeck, Tübingen 1934
- Rasse – Religion – Ethos. Drei Kapitel zur religiösen Lage der Gegenwart, Klotz, Gotha 1934
- Das Problem des ‚Arteigenen’ in der Religion. Ein Beitrag zur Auseinandersetzung mit der Deutschen Glaubensbewegung, Mohr Siebeck, Tübingen 1935
- Natürliche Religion und christlicher Glaube. Eine theologische Neuorientierung, Junker & Dünnhaupt, Berlin 1936
- Die Religion des Protestantischen Menschen, Junker & Dünnhaupt, Berlin 1938 (2., erw. Aufl. Federmann, München 1948)
- Der Protestantismus im Wandel der neueren Zeit. Texte und Charakteristiken zur deutschen Geistes- und Frömmigkeitsgeschichte seit dem 18. Jahrhundert bis zur Gegenwart (ausgewählt und erläutert von Kurt Leese), Kröner, Stuttgart 1941
- Geistesmächte und Seinsgewalten, Erasmus, München 1946
- Die Religionskrisis des Abendlandes und die religiöse Lage der Gegenwart, Hoffmann & Campe, Hamburg 1948
- Recht und Grenze der natürlichen Religion, Morgarten, Zürich 1954
- Ethische und religiöse Grundfragen im Denken der Gegenwart, Ring, Düsseldorf 1956
- Der unbekannte Gott, Ring, Villingen 1961